# 黒田眞
黒田 眞（くろだ まこと 黒田真、1932年10月1日 - ）は、日本の通産官僚。通商産業審議官などを歴任。

## 来歴
東京都出身。東京都立小山台高等学校を経て、1955年に東京大学法学部卒業、同年、通商産業省入省。ジュネーブ代表部一等書記官、通商政策局国際経済課長、通商政策局長など通商畑を歩む。
1980年代半ばから半導体をめぐり激化した日米貿易摩擦における日本側当事者の一人。当時の交渉過程で米国側から「タフ・ネゴシエーター」の異名を付けられたことで知られている。
通産審議官在任中の1987年4月17日、日米半導体協定交渉の最終段階における「対日措置」発動の際の、日本側責任者の一人であった。同年3月27日、レーガン政権下の閣僚レベルの経済政策委員会（EPC）において「対日措置」が発動されたが、その前日の3月26日、ワシントン・ポスト紙上において、「スミス米国通商代表部次席代表、マクミン国務次官補らとの昼食会の席上、米国がいかに日本政府関係機関にスーパーコンピュータを売り込もうとしても時間の無駄で、それは品質とか価格とは関係ないと言明した」と報じられた。また中曽根康弘首相がワシントン入りした同年4月28日付け同紙では、上記席上での発言を引き合いに、日本がコンピューター市場の支配を狙っているとの「国務省機密報告」なる「リーク文」が掲載され、あわせて「系列」など日本市場の透明性に関して、社会的･経済的に市場の原理が働かない「異質な」仕組みに批判が向けられることとなった。
当時の対日強硬論の急先鋒であった米国議会をはじめ、「目立つナンバーツー」であった日本に対する苛立ちの表れが、ナショナリスティックな「日本封じ込め論」として、当時米メディアで「日本が約束した協定に違反することはあり得ない」と言明していた「クロダ」に対する狙い撃ちであったことも、自著で述べている。
まもなく、このワシントン・ポスト紙のスチュアート・オア・バッハ記者が報じたような“暴言記録”は、この国務省機密報告文書には記載されていなかったことが判明した。同年4月17日には日本製の3品目にアメリカが協定違反として100%の関税を課し、それからおよそ一ヶ月後の同年5月23日、同紙に黒田の反論文が掲載されることとなったが、半導体交渉に何らの影響力も無くなった後だった。

### 年表
- 1955年3月 東京大学法学部公法学科卒業[7]
- 1955年4月 通産省入省(企業局企業第一課)
- 1958年10月 通商局予算課
- 1960年10月 通商局通商政策課[7]
- 1962年9月～1963年10月 イギリス、スイス、フランス留学
- 1964年1月 鉱山局鉱業課長補佐
- 1965年10月 通商局国際経済部通商関税課長補佐[7]
- 1968年11月 外務省ジュネーブ国際機関日本政府代表部一等書記官
- 1972年11月 公害保安局公害防止企画課長
- 1974年5月 生活産業局通商課長[7]
- 1976年7月 通商政策局国際経済部国際経済課長
- 1978年7月 貿易局総務課長
- 1979年11月 大臣官房総務課長
- 1980年10月 大臣官房調査統計部長[7]
- 1981年6月 通商政策局次長
- 1982年10月 生活産業局長
- 1984年6月 通商政策局長[7]
- 1986年6月 通商産業審議官
- 1988年6月 退官。通産省顧問、国際経済交流財団顧問
- 1988年8月 日本長期信用銀行顧問
- 1988年10月 ソロモン・ブラザーズ・アジア証券会社顧問
- 1989年1月 知的財産研究所顧問
- 1989年6月 ガット紛争処理小委員会パネリスト就任
- 三菱商事副社長
- 東京中小企業投資育成副社長
- 1997年 産能大学大学院客員教授
- 1997年10月 2005年日本国際博覧会事務総長（2000年9月まで）
- 安全保障貿易情報センター理事長
- 世界経済情報サービス理事長
- 日本国際フォーラム評議員[8]、政策委員[9]

## 同期入省
- 福川伸次（通商産業事務次官）
- 愛甲次郎（資源エネルギー庁次長、駐クウェート大使、ソニー上級顧問）
- 石井賢吾（中小企業庁長官、共石副社長、石油開発情報センター会長）
- 佃近雄（ジェトロパリ所長、国際貿易投資研究所理事長）
- 村野啓一郎（科技庁振興局長、日本産業デザイン振興会理事長）など。